# State Records Office of Western Australia
Lo State Records Office of Western Australia (SRO) (Ufficio delle Registrazioni di Stato dell'Australia Occidentale) è un ufficio facente capo al governo dell'Australia Occidentale che ha la responsabilità d'identificazione, gestione, conservazione e accesso agli archivi di Stato. Lo SRO offre anche migliori servizi di gestione della registrazione delle pratiche delle agenzie di Stato e del governo locale e lavora anche come agenzia indipendente del governo all'interno del Dipartimento della Cultura e delle Arti.
L'Ufficio opera sotto la propria legislazione, lo State Records Act 2000, che è stato formalmente promulgato nella Gazzetta Ufficiale il 30 novembre 2001.